# Тархатов, Артур Андреевич
Артур Андреевич Тархатов (род. 23 декабря 1986) — российский самбист, серебряный (2013, 2014) и бронзовый (2012) призёр чемпионатов России по боевому самбо, чемпион (2014) и бронзовый призёр (2013) чемпионатов Европы, призёр международных турниров, мастер спорта России. Выступал в первой полусредней весовой категории (до 68 кг). Тренировался под руководством М. Я. Яйтакова.

## Спортивные достижения
- Чемпионат России по боевому самбо 2012 года — ;
- Чемпионат России по боевому самбо 2013 года — ;
- Чемпионат России по боевому самбо 2014 года — .
- Кубок мира по самбо «Мемориал А. А. Харлампиева» 2014 года — [1];
- Этап кубка мира по самбо на призы Президента Республики Казахстан Н. Назарбаева — [2];